# Thillombois
Thillombois település Franciaországban, Meuse megyében. Lakosainak száma 30 fő (2022. január 1.). Thillombois Woimbey, Bouquemont, Courouvre, Lahaymeix, Rambluzin-et-Benoite-Vaux és Tilly-sur-Meuse községekkel határos.

## Népesség
A település népessége az elmúlt években az alábbi módon változott:
| Lakosok száma | 46   | 29   | 36   | 34   | 35   | 30   | 30   | 31   | 31   | 30   |
|               | 1968 | 1982 | 1990 | 2006 | 2013 | 2015 | 2017 | 2019 | 2020 | 2022 |